# Adoxomyia hermonensis
Adoxomyia hermonensis är en tvåvingeart som beskrevs av Lindner 1975. Adoxomyia hermonensis ingår i släktet Adoxomyia och familjen vapenflugor.
Artens utbredningsområde är Israel. Inga underarter finns listade i Catalogue of Life.